# Broa

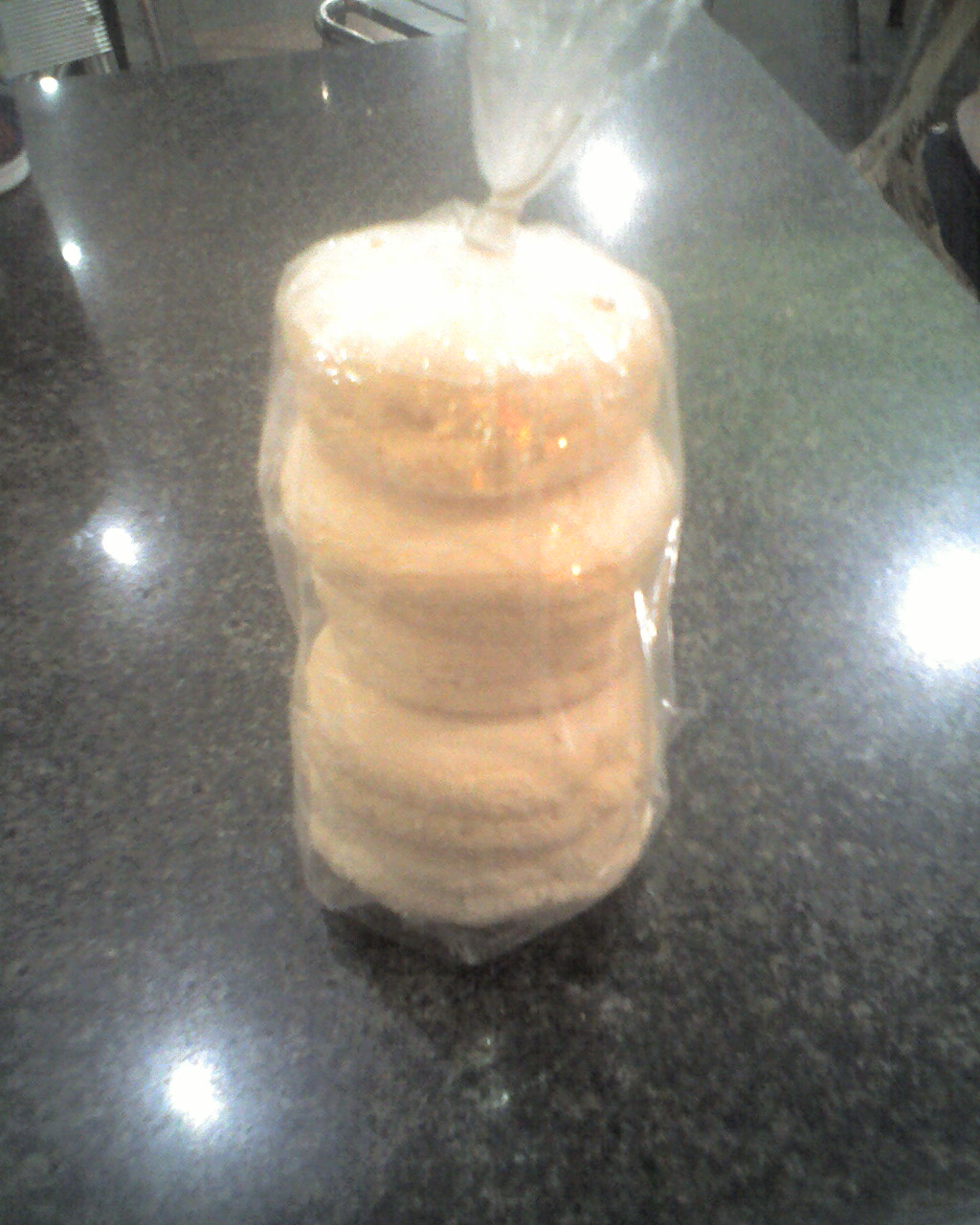
Broa.

La broa es un tipo de pan de maíz elaborado tradicionalmente en Portugal y Brasil, donde se condimenta típicamente con hinojo, además de Galicia. A diferencia del cornbread típico del sur de Estados Unidos, el broa se hace con una mezcla de harina de maíz y harina de trigo o centeno, que se eleva con levadura natural en lugar de química.
Este pan tiene un sabor y textura rústicos que lo hace adecuado para acompañar sopas, y especialmente el caldo verde, la sopa verde portuguesa hecha con col verde, patata y chorizo.